# Marcello Dell'Utri
Marcello Dell'Utri (Palermo, 11 settembre 1941) è un ex politico e dirigente d'azienda italiano, già senatore per Forza Italia e poi per Il Popolo della Libertà.
Fu tra i fondatori, il 29 giugno 1993, di "Forza Italia! Associazione per il buon governo", assieme ad Antonio Martino, Gianfranco Ciaurro, Mario Valducci, Antonio Tajani, Cesare Previti, Giuliano Urbani e Silvio Berlusconi, del quale fu collaboratore fin dagli anni settanta in Publitalia '80 e Fininvest.
Nel 2014 viene condannato a 7 anni di reclusione per concorso esterno in associazione mafiosa (ne ha scontati 4 in carcere e più di 1 ai domiciliari) essendo stato riconosciuto mediatore tra Cosa Nostra e Silvio Berlusconi. Nell'aprile 2018 ha ricevuto una nuova condanna in primo grado a 12 anni di reclusione a conclusione del processo sulla trattativa Stato-mafia, per poi essere assolto in appello per non avere commesso il fatto nel settembre 2021 (il processo si concluderà con l'accertamento dell'esistenza della trattativa, la condanna dei mafiosi e l'assoluzione dei politici).
Nel 2023 è stato uno dei beneficiari per testamento del patrimonio di Silvio Berlusconi, da cui ha ereditato a titolo di legato 30 milioni di euro.

## Biografia

### Studi e inizi
Conseguita la maturità classica a Palermo, dal 1961 compie gli studi universitari a Milano, presso la facoltà di Giurisprudenza dell'Università Statale, dove si laureerà nel 1967/68 con una tesi sulla responsabilità civile del conducente di autoveicoli ex art. 2054 C.C.. Durante la carriera universitaria conoscerà Silvio Berlusconi, più avanti negli studi di alcuni anni presso la stessa facoltà. Nel 1964, a 23 anni, lavora come segretario per Berlusconi, che con la sua Edilnord sponsorizza il Torrescalla, piccola squadra di calcio di categoria allievi legata alla Fondazione Rui, della quale Dell'Utri è allenatore.
Successivamente (1965) si trasferisce a Roma, dove dirige per un paio di anni il Gruppo Sportivo ELIS nel quartiere Tiburtino - Casal Bruciato, presso il Centro Internazionale per la Gioventù Lavoratrice, iniziativa apostolica della Chiesa Cattolica che il papa affidò all'Opus Dei. Torna poi (1967) a Palermo presso l'Athletic Club Bacigalupo; durante questa esperienza, per sua esplicita ammissione, conosce Vittorio Mangano e Gaetano Cinà, mafiosi appartenenti a Cosa Nostra.
Dopo tre anni (1970) comincia a lavorare per la Cassa di Risparmio delle Province Siciliane a Catania e l'anno seguente (1971) viene trasferito alla filiale di Belmonte Mezzagno. Dopo due anni (1973) viene promosso alla direzione generale della Sicilcassa a Palermo, servizio di credito agrario.

### Segretario di Berlusconi
L'anno seguente (1974) torna a Milano per lavorare presso l'Edilnord su richiesta di Silvio Berlusconi, per il quale svolge anche la mansione di segretario; segue in particolare i lavori di ristrutturazione della villa di Arcore dopo che Berlusconi l'ha acquistata dalla marchesina Annamaria Casati Stampa, di cui Cesare Previti era tra i tutori legali.

#### Rapporti con la mafia
Il 7 luglio porta nella villa di Arcore il pregiudicato Vittorio Mangano che, secondo il Tribunale di Palermo, viene assunto da Berlusconi come "responsabile" per evitare che i familiari dell'imprenditore fossero vittima di sequestro di persona (e non come "stalliere", come affermato). Mangano è un giovane mafioso, divenuto successivamente esponente di spicco del clan di Porta Nuova a Palermo, e in quel periodo ha già a suo carico tre arresti e varie denunce e condanne, nonché una diffida risalente al 1967 come "persona pericolosa".
Dopo l'arresto di Mangano sia Berlusconi sia Dell'Utri hanno dichiarato ai carabinieri di non essere stati a conoscenza delle sue attività criminali, ma il Tribunale di Palermo ha affermato che Dell'Utri conosceva lo "spessore delinquenziale" di Mangano, e anzi, lo avrebbe scelto proprio per tale "qualità" (riferito alla mansione occulta di "protezione" personale di Silvio Berlusconi e della sua famiglia a seguito di esplicite minacce di morte da questi ricevute nel caso in cui non avesse dato seguito alle richieste della mafia). Il 24 ottobre 1976 Dell'Utri si trova insieme con Vittorio Mangano e ad altri mafiosi alla festa di compleanno del boss catanese Antonino Calderone, al ristorante "Le Colline Pistoiesi" di Milano.

### Licenziato da INIM e dissesto della Bresciano Costruzioni
Nel 1977 messo in esubero dalla Edilnord viene contattato da Filippo Alberto Rapisarda, che ha relazioni con personalità di spicco della mafia quali Ciancimino, Francesco Paolo Alamia e i Cuntrera-Caruana. Il Rapisarda decide di assumerlo in virtù della reciproca conoscenza sin dai tempi dell'infanzia presso la sua compagnia di costruzioni ma anche il rapporto di impiego con la INIM viene a cessare quando viene licenziato con l'accusa di aver distratto fondi dalle casse della società.

#### Bancarotta fraudolenta e riciclaggio
In un rapporto della Criminalpol del 1981 la società Inim è definita, assieme alla consorella Raca, "società commerciale gestita dalla mafia di cui la mafia si serve per riciclare il denaro sporco provento di illeciti". Dell'Utri assume il ruolo poi di amministratore delegato della Bresciano Costruzioni che finirà anch'essa dopo pochi anni in dissesto. Dell'Utri incriminato per bancarotta fraudolenta seppure a piede libero si trova nuovamente privo di lavoro, mentre lo stesso Rapisarda si trova costretto suo malgrado a fuggire latitante in Venezuela, usando un passaporto intestato al fratello di Dell'Utri. 
Il 19 aprile dello stesso anno è a Londra, dove partecipa al matrimonio di Girolamo Maria Fauci, più comunemente chiamato Jimmy Fauci, boss mafioso che gestisce il traffico di droga internazionale tra Italia, Gran Bretagna e Canada.

### Attività in Publitalia e Fininvest
Nel 1982 incomincia la sua attività in Publitalia '80, la società per la raccolta pubblicitaria della Fininvest fondata nel 1979 da Silvio Berlusconi, dal quale riceve la nomina di amministratore. Un anno dopo (1983), nell'ambito di un blitz di arresti compiuti a Milano contro la mafia dei casinò, viene trovato nella residenza del boss mafioso catanese Gaetano Corallo. Nel 1984 richiede ed ottiene la nomina ad amministratore delegato del gruppo Fininvest. Nel 1990 fu fondata per sua proposta la Silvio Berlusconi Editore, di cui seguì personalmente la produzione fino al 1993.
Nel 1992 (gennaio-febbraio) Vincenzo Garraffa, ex senatore del Partito Repubblicano Italiano e presidente della Pallacanestro Trapani, riceve la visita del boss trapanese Vincenzo Virga (poi latitante e condannato per omicidio, oggi in carcere): «Mi manda Dell'Utri», dice il boss venuto a riscuotere un presunto credito in nero preteso da Dell'Utri. L'episodio, denunciato da Garraffa, è stato accertato dal tribunale di Milano, che nel maggio 2004 ha condannato Dell'Utri e Virga a due anni per tentata estorsione in primo grado, e nel 2007 la condanna è stata confermata in appello per poi concludersi con l’assoluzione per Dell’Utri in Cassazione perché anche il presidente della pallacanestro Trapani conosceva il boss Virga e non l’avrebbe percepita come minaccia mafiosa.

### 1993: Fondazione dell'associazione Forza Italia e ingresso in politica

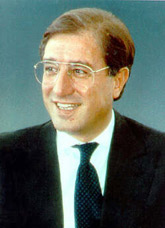
Dell'Utri nel 1996

Nel 1993 fonda "Forza Italia! Associazione per il buon governo" insieme anche a Silvio Berlusconi, lasciando la carica di presidente di Publitalia '80. Nel 1995 viene arrestato a Torino con l'accusa di aver inquinato le prove nell'inchiesta sui fondi neri di Publitalia '80. Nel 1996 è deputato al Parlamento nazionale, dal 1999 è parlamentare europeo e nelle elezioni politiche del 2001 viene eletto Senatore della Repubblica.

#### False fatture e frode fiscale
Nel gennaio 1996, mentre è imputato a Torino per false fatture e frode fiscale e indagato a Palermo per Mafia, Dell'Utri diventa deputato di Forza Italia in Parlamento.
Nei cinque anni di attività alla Camera, ha presentato unicamente due DDL: una riforma della normativa sull'industria dei latticini, e delle modifiche sulla tutela dei minori vittime di abusi o di violenze. Nel 1999 patteggia una pena di due anni e tre mesi di reclusione per i reati di frode fiscale e false fatture.
Nel 1999 viene eletto parlamentare europeo per Forza Italia. In cinque anni, è stato co-firmatario di tre proposte di risoluzioni e di 9 interrogazioni parlamentari, di cui una sola come primo firmatario.
Nel 2001 è eletto Senatore della Repubblica nel collegio 1 di Milano. Come senatore ha ricoperto, tra le altre, la carica di Presidente della Commissione per la Biblioteca del Senato. È stato riconfermato nel 2006. Nel 2007 è stato il senatore più assente: 673 assenze su 1637 (41,1%). Nel 2008 è stato ricandidato al Senato, ed eletto, nel PdL nonostante nel frattempo fosse stato condannato in primo grado per concorso esterno in associazione di tipo mafioso.
In dieci anni di attività parlamentare al Senato, non ha mai presentato un disegno di legge come primo firmatario. Il 10 febbraio 2010 Dell'Utri rilascia un'intervista a Beatrice Borromeo, per Il Fatto Quotidiano, in cui afferma di usare la politica per potersi difendere dai suoi guai giudiziari. Ribadisce inoltre che non si dimetterebbe nemmeno a seguito di una condanna in appello.

#### Ritiro dalla scena politica
Il 19 gennaio 2013, dopo che il procuratore generale di Palermo ha richiesto sette anni di carcere per Dell'Utri, il senatore in un'intervista a Beatrice Borromeo de Il Fatto Quotidiano dichiara di volersi ritirare dalla scena politica in vista delle nuove elezioni politiche di febbraio nonostante le difficili trattative con Silvio Berlusconi e i messaggi lanciati anche a mezzo stampa per la sua ricandidabilità. Infatti se fosse condannato per mafia a Palermo, lo "scudo" parlamentare non gli eviterebbe comunque il carcere.
Il 9 luglio 2015 gli è stato revocato il vitalizio, insieme con altri nove ex deputati e otto ex senatori.

## La fuga in Libano

### Latitanza, arresto e cattura

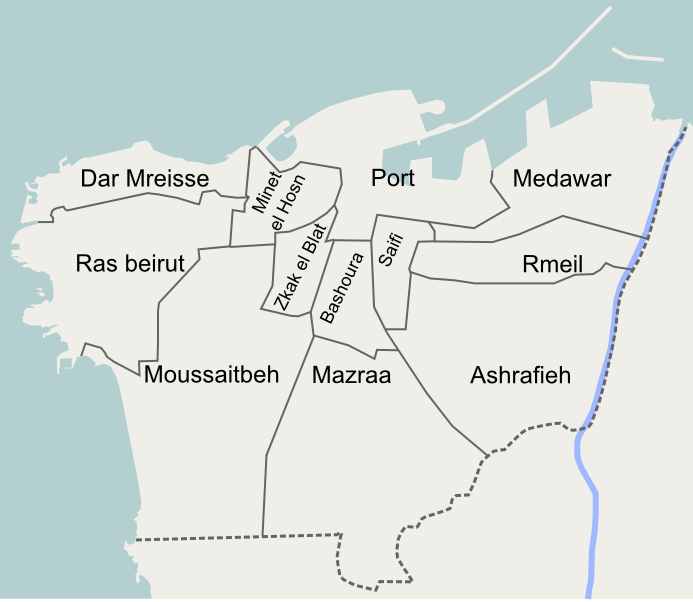
Dell'Utri viene localizzato e arrestato a Beirut (in Libano) durante il suo tentativo di fuga il 12 aprile 2014 grazie a un'operazione congiunta dell'Interpol e della polizia libanese.

L'11 aprile 2014 la Corte d'appello di Palermo ha dichiarato Marcello Dell'Utri latitante. Dell'Utri si era già reso irreperibile a partire dalla seconda metà del mese di marzo in base a quanto dichiarato dalla Direzione Investigativa Antimafia di Palermo, alla quale era stata delegata la notifica dell'ordinanza di custodia cautelare in carcere nei confronti dello stesso emessa dalla terza sezione penale della Corte d'Appello di Palermo.
Constatata la latitanza viene esteso dagli organi di polizia italiani un mandato di cattura internazionale presso l'Interpol e attraverso il coordinamento dei servizi della Direzione Investigativa Antimafia, viene localizzato sul territorio libanese per mezzo dell'incrocio delle informazioni relative ai tabulati telefonici e alle risultanze di una carta di credito in suo possesso utilizzata per i pagamenti e conseguentemente arrestato all'interno di un albergo di Beirut, in Libano, il 12 aprile 2014. L'operazione è stata condotta localmente dall'intelligence libanese che ha fermato Dell'Utri all'interno dell'Intercontinental Phoenicia. In base alle informazioni rilasciate dalla Direzione Investigativa Antimafia di Palermo, Dell'Utri aveva lasciato l'Italia rendendosi irreperibile «sin dalla seconda metà del mese di marzo» e in data 24 marzo 2014 si era imbarcato su di un volo con destinazione Beirut in Libano in transito dalla Francia. Al momento dell'arresto era in possesso di due passaporti di cui uno diplomatico (scaduto) e una valigia piena di denaro contante per un totale pari a 30.000 euro in banconote di piccolo taglio.

#### Estradizione in Italia
A seguito della cattura è stata disposta l'attivazione della procedura di estradizione che prevede il trasferimento del detenuto. Il 9 maggio 2014 la Corte di cassazione, dopo quattro ore di camera di consiglio, ha confermato in via definitiva la sentenza d'appello bis. A seguito della pronuncia della Cassazione, la Procura generale ha notificato l'ordine di carcerazione in esecuzione della pena per i reati ascritti a carico del fuggiasco che va a completare la documentazione trasmessa all'autorità giudiziaria libanese ai fini dell'estradizione del detenuto in Italia. Il 24 maggio 2014 Il presidente libanese Michel Suleiman, nell'ultimo giorno del suo mandato, firma l'estradizione in Italia per Marcello Dell'Utri. Il 13 giugno 2014 viene estradato in Italia e tradotto presso il carcere di Parma. Sei mesi dopo si iscrive alla facoltà di Storia dell'Università di Bologna.

## Altre attività
È presidente della Fondazione Biblioteca di via Senato e fondatore del Circolo Dell'Utri, intitolato a se stesso. Nel 2005 lo stesso circolo Dell'Utri risulta insolvente e sottoposto a decreto ingiuntivo per oltre 600.000 euro di conti non pagati. I fatti sono riferiti dal quotidiano della provincia napoletana «Metropolis» in relazione ai costi dell'organizzazione di una convention per gli "under 40" del partito. Nel 2002 accede ai fondi pubblici per l'editoria con Il Domenicale di cui era editore ma chiuderá i battenti dopo appena 7 anni di attività nel 2009. L'8 febbraio 2007 il sindaco di Milano, Letizia Moratti e sua collega di partito lo nomina direttore artistico del Teatro Lirico.
Il 10 settembre 2007 entra nel consiglio d'amministrazione del gruppo editoriale E Polis, che pubblica 15 quotidiani free-press in tutta Italia e diventa presidente della concessionaria di pubblicità, denominata Publiepolis spa. Nel febbraio 2008 dopo appena cinque mesi, si dimette in maniera irrevocabile da entrambi gli incarichi. Nel febbraio 2010 Dell'Utri dichiara di aver letto un capitolo scomparso di Petrolio, ultimo e incompiuto romanzo di Pier Paolo Pasolini, rubato dopo la morte del poeta, annunciandone l'esposizione alla XXI mostra del libro antico di Milano. Il capitolo non è stato mai presentato alla mostra.

## Procedimenti giudiziari
Su 13 procedimenti:

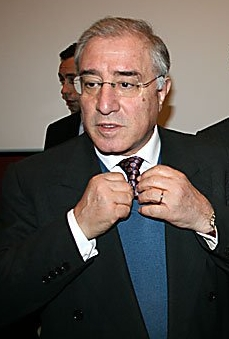
Marcello Dell'Utri

• 4 volte è stato assolto in cassazione (tentata estorsione, istigazione alla calunnia pluriaggravata, peculato e trattativa Stato-mafia);
• 1 volta è stato prosciolto per non luogo a procedere a causa di un errore della Procura (frode fiscale mentre per la bancarotta era già stato assolto);
• 1 volta ha concordato un patteggiamento (fatture false e frode fiscale);
• 2 volte ha subito una condanna definitiva (7 anni di reclusione per concorso esterno in associazione mafiosa - scontando 4 anni in carcere e più di 1 anno ai domiciliari - e 8 mesi per abuso edilizio);
• 1 volta ha ottenuto una prescrizione (vicenda P3);
• 2 volte ha ottenuto un'archiviazione (corruzione e ricettazione);
• ha ancora 2 indagini in corso (estorsione a Berlusconi oltre a trasferimento fraudolento di valori e di mancata comunicazione delle variazioni del reddito).

### Concorso esterno in associazione mafiosa
Le indagini su Dell'Utri iniziano nel 1994, l'anno dell'entrata in politica, con le prime rivelazioni che confluiscono nel fascicolo 6031/94 della Procura di Palermo.

#### Primo grado: 9 anni di reclusione (2004)
Il 2 gennaio 1996 viene messo sotto accusa; nell'ottobre dello stesso anno il gip di Palermo lo rinvia a giudizio, e il processo inizia il 5 novembre 1997. In data 11 dicembre 2004, il Tribunale di Palermo condanna Marcello Dell'Utri a nove anni di reclusione con l'accusa di concorso esterno in associazione mafiosa. Il senatore è anche condannato a due anni di libertà vigilata, oltre all'interdizione perpetua dai pubblici uffici e il risarcimento dei danni (per un totale di 70.000 euro) alle parti civili, il Comune e la Provincia di Palermo.
Nel testo che motiva la sentenza si legge:
Inoltre:

#### Appello: 7 anni di reclusione (2010)
Il processo di secondo grado si è svolto alla Corte di Appello di Palermo. Il 16 aprile 2010 il procuratore generale di Palermo Nino Gatto ha chiesto la condanna a 11 anni di carcere per Dell'Utri. In vista del processo aveva affermato di essere entrato in politica e fare il parlamentare solo per difendersi dai processi, e di essere quindi pronto a lasciare l'incarico parlamentare qualora le accuse cadessero. La sentenza era attesa per il 25 giugno ma è arrivata il 29 giugno al quinto giorno di camera di consiglio.
La Corte d'appello di Palermo, presieduta da Claudio Dall'Acqua, condanna a sette anni di carcere l'imputato per concorso esterno in associazione mafiosa per i fatti accaduti sino al 1992. La Corte d'appello, con questa sentenza, ha ritenuto che Dell'Utri intrattenne stretti rapporti con le vecchie organizzazioni mafiose di Stefano Bontate, Totò Riina e Bernardo Provenzano sino alla stagione delle stragi di Falcone e Borsellino facendo da intermediario fra le organizzazioni malavitose e Silvio Berlusconi.
Una vicenda che accerterebbe la colpevolezza dell'imputato sarebbe la mediazione per l'assunzione del boss palermitano Vittorio Mangano come stalliere nella villa di Arcore di Silvio Berlusconi; Mangano avrebbe assicurato protezione contro l'escalation dei sequestri a Milano. Marcello Dell'Utri avrebbe, sino al 1980, fatto da intermediario per gli investimenti a Milano di Stefano Bontate, che aveva bisogno di riciclare denaro sporco, frutto del traffico di droga, in aziende del nord Italia. La corte ha assolto Dell'Utri per i fatti contestati successivi al 1992 perché «il fatto non sussiste» portando la pena detentiva da 9 a 7 anni. Il 4 gennaio 2011 il Procuratore Generale di Palermo Antonino Gatto ha depositato ricorso in Cassazione in merito all'assoluzione per i fatti successivi al 1992.

#### Annullamento con rinvio della Cassazione (2012)
Il 9 marzo 2012 la quinta sezione penale della Corte di Cassazione ha annullato con rinvio la sentenza d'appello, accogliendo così il ricorso della difesa avverso alla condanna a sette anni. La Cassazione inoltre ha dichiarato inammissibile il ricorso con cui la procura generale di Palermo chiedeva un aggravio di pena per il senatore del Pdl sostenendo che il reato è proseguito anche dopo il 1992. Il 24 aprile la Corte di Cassazione ha depositato le Motivazioni della sentenza di annullamento del processo d'appello. In esse la quinta sezione penale della Cassazione presieduta da Aldo Grassi scrive che è “probatoriamente dimostrato” che Marcello Dell'Utri “ha tenuto un comportamento di rafforzamento dell'associazione mafiosa fino a una certa data, favorendo i pagamenti a Cosa nostra di somme non dovute da parte di Fininvest.
Tuttavia va dimostrata l'accusa di concorso esterno per il periodo in cui il senatore di Forza Italia lasciò Fininvest per andare a lavorare per Filippo Alberto Rapisarda, tra il 1977 e il 1982″. Sul punto, la sentenza afferma in particolare che "i giudici dell'appello non hanno tenuto conto o comunque non hanno motivato sulle ragioni in base alle quali una prima fase di cessazione [della condotta illecita] non possa essere individuata nel periodo 1978-1982 durante il quale Dell'Utri non era rimasto più alle dipendenze dell'imprenditore in favore del quale il patto di mafia era stato stipulato".
La suprema Corte scrive che il giudice del rinvio dovrà “nuovamente esaminare e motivare se il concorso esterno contestato sia oggettivamente e soggettivamente configurabile a carico di Dell'Utri, anche nel periodo di assenza dell'imputato dall'area imprenditoriale Fininvest e società collegate". Il vuoto argomentativo", si legge ancora, "si traduce in un evidente vizio della motivazione che la difesa, sostenuta poi dal Procuratore Generale di udienza, ha denunciato fondatamente: un vuoto che necessita di essere colmato, ove ne ricorrano gli elementi, con specifiche indicazioni di quale sia stato il comportamento, nel periodo, da parte di Dell'Utri, non potendo darsi ingresso a presunzioni basate sulla bontà dei rapporti di amicizia con Berlusconi: rapporti che da soli non provano il perdurare della intromissione di Dell'Utri in affari penetranti per la vita individuale dell'imprenditore dal quale si era allontanato, atteso che di ciò non risultano esplicitate neppure la ragione e le modalità concrete del concorso nei versamenti che si dicono comunque avvenuti, materialmente dunque anche ad opera di terzi, a partire dal 1978" (pag. 118).
Nelle motivazioni è citato anche la presunta estorsione di Dell'Utri denunciata dall'imprenditore trapanese Vincenzo Garraffa a proposito della sponsorizzazione di Publitalia alla sua squadra di pallacanestro. Una vicenda non ancora conclusa dopo un tortuoso iter giudiziario, e che dunque non può essere utilizzata come prova al processo. Ma, secondo i giudici di Cassazione, vale come “indicatore dei rapporti che Dell'Utri”, ancora nei primi anni novanta, “intratteneva con personaggi di caratura mafiosa per risolvere, con o senza iniziative intimidatorie, questioni di interesse patrimoniale”.
La Cassazione ritiene pienamente confermato l'incontro del 1974 tra Berlusconi, Dell'Utri e i capimafia Francesco Di Carlo, Stefano Bontate e Mimmo Teresi, raccontato tra l'altro dallo stesso Di Carlo, collaboratore di giustizia. In uno degli uffici del futuro presidente del consiglio, in foro Bonaparte a Milano, fu presa la “contestuale decisione di far seguire l'arrivo di Vittorio Mangano presso l'abitazione di Berlusconi in esecuzione dell'accordo” sulla protezione ad Arcore. I giudici di merito hanno trovato un “preciso riscontro nelle dichiarazioni di altro collaboratore, il Galliano, il quale aveva riferito di avere appreso i dettagli di quello stesso incontro e del suo scopo, forniti da Cinà nel corso di un pranzo con altri esponenti mafiosi nel 1986”. La quinta sezione penale scrive che “la motivazione della sentenza impugnata si è giovata correttamente delle convergenti dichiarazioni di più collaboratori a vario titolo gravitanti sul o nel sodalizio mafioso Cosa nostra – tra i quali Di Carlo, Galliano e Cocuzza- approfonditamente e congruamente analizzate dal punto di vista dell'attendibilità soggettiva”.
Pienamente riscontrato anche “il tema dell'assunzione -per il tramite di Dell'Utri- di Mangano ad Arcore come la risultante di convergenti interessi di Berlusconi e di Cosa nostra” e “il tema della non gratuità dell'accordo protettivo, in cambio del quale sono state versate cospicue somme da parte di Berlusconi in favore del sodalizio mafioso che aveva curato l'esecuzione di quell'accordo, essendosi posto anche come garante del risultato”. Nelle 146 pagine di motivazioni, la suprema Corte parla “senza possibilità di valide alternative di un accordo di natura protettiva e collaborativa raggiunto da Berlusconi con la mafia per il tramite di Dell'Utri che, di quella assunzione, è stato l'artefice grazie anche all'impegno specifico profuso da Cinà”.

#### Condanna in Appello: 7 anni di carcere (2013)
Facendo seguito al rinvio in Appello disposto dalla Cassazione, il 18 gennaio 2013 la procura generale di Palermo richiede sette anni di carcere per Dell'Utri. Secondo la Cassazione, che aveva annullato la precedente sentenza in appello rinviandola alla corte, sono provati i rapporti di Dell'Utri con Cosa nostra dal 1974 fino al 1977, invece secondo il pg i rapporti non si sarebbero mai interrotti. Il 25 marzo la Corte d'Appello ha accolto la richiesta dell'accusa, confermando la condanna a sette anni di reclusione. La Corte ha altresì condannato l'ex senatore a risarcire le spese legali delle parti civili che si erano costituite contro di lui, il Comune con 7.800 euro e la Provincia di Palermo con 3.500 euro.

#### Condanna definitiva in Cassazione: 7 anni di carcere (2014)
Il 9 maggio 2014, dopo una lunga udienza (durata dalle 14:00 fino a sera) e dopo quattro ore di camera di consiglio, la I sezione penale della Corte di cassazione ha respinto il ricorso degli avvocati di Dell'Utri, confermando quindi in via definitiva la condanna inflitta il 25 marzo 2013 dalla Corte d'Appello di Palermo. A seguito della pronuncia della Cassazione, la Procura generale presso la Corte d'Appello di Palermo ha emesso un mandato di cattura a carico di Dell'Utri, che va ad unirsi agli altri documenti trasmessi al governo libanese ai fini dell'estradizione.
Dopo un periodo di latitanza viene arrestato a Beirut il 12 aprile e il 13 giugno viene estradato e condotto nel carcere di Parma. L'8 maggio 2016 viene accolta la sua richiesta di trasferimento al carcere di Rebibbia.
Il 7 dicembre 2017 il Tribunale di Sorveglianza di Roma rigetta la richiesta di sospensione della pena presentata dai suoi avvocati per problemi di salute (è affetto da patologie cardiache e oncologiche): per il procuratore generale il detenuto può rimanere comunque in carcere nonostante il parere contrario dei consulenti della procura e l'intervento della Corte europea dei diritti dell'uomo. Dell'Utri annuncia lo sciopero della terapia e del vitto.
Due mesi dopo sempre il Tribunale di Sorveglianza respinge la richiesta di scarcerazione per motivi di salute poiché il tumore non è in stato avanzato e se scarcerato potrebbe fuggire.
Il 6 luglio 2018 il tribunale di sorveglianza di Roma concede a Dell'Utri il differimento della pena per gravi motivi di salute; sconta dunque i domiciliari nella sua casa di Milano fino al 3 dicembre 2019 quando torna in libertà dopo più di 5 anni.

### Trattativa Stato-mafia (2012-2023)

#### Indagini e rinvio a giudizio
È stato indagato nell'inchiesta sulla trattativa Stato-mafia. Il 14 giugno 2012 la procura di Palermo chiude le indagini sulla trattativa.
Il 24 luglio seguente la Procura di Palermo chiede il rinvio a giudizio per 12 persone, tra cui Marcello Dell'Utri, accusato di violenza o minaccia a corpo politico dello Stato (art. 338 cpp.).
Il 10 gennaio 2013 la richiesta viene poi accolta.
Il 31 ottobre 2017 Dell'Utri e Berlusconi vengono inseriti nel registro degli indagati per le stragi di mafia del 92-93 poiché la Procura di Firenze ha ottenuto dal gip la riapertura del fascicolo a loro carico dopo aver ricevuto da Palermo le intercettazioni del colloqui in carcere del boss Giuseppe Graviano, effettuate nell'ambito dell'inchiesta sulla trattativa.

#### Condanna a 12 anni in primo grado (2018)
Il 20 aprile 2018, dopo 5 anni e 6 mesi di processo, Dell'Utri viene condannato in primo grado a 12 anni per violenza o minaccia a corpo politico dello Stato, come gli ex generali del ROS Mario Mori e Antonio Subranni.
Nel marzo del 2019 i suoi avvocati ricorrono alla Corte europea dei diritti dell'uomo di Strasburgo perché sarebbe stato illegittimamente processato due volte sugli stessi fatti e una volta è stato assolto.

#### Assoluzione in appello (2021)
Il 29 aprile 2019 inizia il processo d'appello.
Il 23 settembre 2021 la Corte d'assise d'appello di Palermo lo assolve dall'accusa di minaccia a corpo politico dello Stato "per non avere commesso il fatto", insieme agli ex ufficiali del Ros Mario Mori, Antonio Subranni e Giuseppe De Donno assolti perché "il fatto non costituisce reato"; viene inoltre ridotta a 27 anni la pena per il boss Leoluca Bagarella, le accuse a Giovanni Brusca sono prescritte e viene confermata la condanna di 12 anni a Antonino Cinà.

#### Assoluzione definitiva in Cassazione (2023)
Il 27 aprile 2023 la Corte di cassazione annulla senza rinvio la sentenza d'appello, assolvendo "per non aver commesso il fatto" Dell'Utri e i carabinieri Mori, Subranni e De Donno. La Corte dichiara inoltre l'avvenuta prescrizione per Bagarella e Cinà, avendo modificato la fattispecie di reato loro contestato in tentativo.

### Estorsione ai danni di Silvio Berlusconi (2012-)
Riguardo alla trattativa Stato-mafia, i pm pensano che Dell'Utri, nel corso degli anni, possa aver estorto denaro a Silvio Berlusconi per ottenere il suo silenzio riguardo ai presunti rapporti di questo con gli esponenti di Cosa Nostra. Il 18 luglio 2012 viene dunque iscritto nel registro degli indagati della Procura della Repubblica di Palermo per una presunta estorsione ai danni di Silvio Berlusconi. Su richiesta di Niccolò Ghedini (legale di Silvio Berlusconi), la procura generale della Cassazione con parere favorevole della DNA Direzione nazionale antimafia e antiterrorismo trasferisce gli atti dalla DDA Direzione distrettuale antimafia di Palermo alla DDA Direzione distrettuale antimafia di Milano. L'inchiesta sarà seguita dal procuratore aggiunto Ilda Boccassini.

### False fatture e frode fiscale: patteggiamento di due anni e tre mesi di reclusione (1999)
Nel 1999 ha patteggiato la pena di due anni e tre mesi di reclusione per false fatture e frode fiscale nell'ambito della gestione di Publitalia '80 a Torino.

### Tentata estorsione: sentenza annullata in Cassazione (1992-2012)
È stato condannato in primo grado a Milano a due anni di reclusione per tentata estorsione ai danni di Vincenzo Garraffa (imprenditore trapanese), con la complicità del boss Vincenzo Virga (trapanese anche lui). L'ex presidente della Pallacanestro Trapani Vincenzo Garraffa aveva ottenuto dalla Birra Messina (Heineken) una sponsorizzazione di 1,5 miliardi di lire, ma - secondo l'accusa - esponenti di Publitalia (la società di cui Dell'Utri era amministratore delegato) gli avevano poi chiesto la retrocessione «in nero» di metà dei soldi, «per creare fondi occulti». La sentenza di condanna afferma che, al rifiuto di Garraffa, Dell'Utri lo avrebbe minacciato prima a parole («Le consiglio di ripensarci, abbiamo uomini e mezzi che la possono convincere a cambiare opinione»), poi con la visita del boss Virga in ospedale a parlargli del debito.

Il 15 maggio 2007 la terza Corte d'appello di Milano conferma la condanna a due anni.. 
Il 10 aprile 2008 il PG della Cassazione ha chiesto l'annullamento, con rinvio, della condanna a due anni inflitta al parlamentare Marcello Dell'Utri, ritenendo "inutilizzabili" alcune dichiarazioni accusatorie. La Corte di Cassazione, II sezione penale, accoglie la richiesta, annullando la sentenza di appello con rinvio ad altra sezione. Il 14 aprile 2009 I giudici della quarta Corte d'Appello di Milano hanno derubricato il reato da tentata estorsione a minaccia (la cosiddetta «desistenza volontaria» -articolo 56 comma 3 c.p.) e hanno dichiarato quindi il «non doversi procedere», nei confronti di Dell'Utri e anche del boss mafioso Vincenzo Virga, prosciogliendoli per intervenuta prescrizione del reato. Contro la sentenza di annullamento per prescrizione hanno fatto in seguito appello, oltre al procuratore generale di Milano e a Vincenzo Garraffa, lo stesso Marcello Dell'Utri, motivato dalla volontà di ottenere un'assoluzione nel merito.
Il 28 maggio 2010 la Corte di Cassazione ha annullato la sentenza di appello, riconoscendo come contraddittorie le conclusioni della Corte d'Appello milanese, in quanto le minacce riscontrate da tutte le precedenti sentenze confermano un tentativo di estorsione che non può venir meno a causa di una successiva desistenza da parte di chi le ha effettuate. La Suprema Corte ha così rinviato il processo davanti alla Corte d'Appello di Milano. Il 20 maggio 2011 i giudici della Corte d'Appello di Milano hanno assolto Marcello Dell'Utri dall'accusa di tentata estorsione aggravata dalle finalità mafiose in quanto "il fatto non sussiste". Il 20 giugno 2012 la Seconda sezione penale della Cassazione ha respinto il ricorso della Procura di Milano contro il proscioglimento emesso il 20 maggio 2011. Diviene quindi definitiva l'assoluzione di Dell'Utri dall'accusa di tentata estorsione nei confronti dell'imprenditore Vincenzo Garraffa.

### Istigazione alla calunnia pluriaggravata: assoluzione confermata in Cassazione (1999-2012)
Imputato a Palermo per istigazione alla calunnia aggravata ai danni dei tre collaboratori di giustizia Francesco Di Carlo, Francesco Onorato e Giuseppe Guglielmini. Secondo l'accusa, Dell'Utri avrebbe organizzato un complotto insieme ai falsi pentiti Cosimo Cirfeta e Giuseppe Chiofalo per screditare i pentiti Di Carlo, Onorato e Guglielmini che accusavano lui ed altri imputati. Per questa accusa, il gip di Palermo dispose l'arresto di Dell'Utri nel 1999, ma il Parlamento lo bloccò. Successivamente, il Tribunale di Palermo, sezione V, ha assolto Dell'Utri «per non avere commesso il fatto» in base all'art. 530, secondo comma del codice di procedura penale.
Il 31 marzo 2011 la prima sezione della corte d'appello di Palermo ha confermato l'assoluzione per il senatore del Pdl Marcello Dell'Utri accusato di istigazione alla calunnia aggravata. La procura generale aveva chiesto 6 anni. Il 16 maggio 2012 la Cassazione ha confermato l'assoluzione del senatore Marcello Dell'Utri dall'accusa di istigazione alla calunnia ai danni dei tre pentiti di mafia Di Carlo, Onorato e Guglielmini. È stato così respinto il ricorso della procura generale di Palermo.

### Inchiesta P3: prescrizione (2010-2019)
Marcello Dell'Utri è stato raggiunto da un avviso di garanzia nel luglio 2010, nell'ambito delle indagini condotte dai magistrati romani intorno all'intreccio occulto tra alte personalità dello Stato e altri individui a queste connessi, i quali si sarebbero riuniti secondo la Procura in una «nuova P2». Questa «struttura riservata» sarebbe stata «costituita e partecipata da Flavio Carboni, da Arcangelo Martino e da Pasquale Lombardi», secondo quanto riportato nell'informativa del 18 giugno scorso dei carabinieri di Roma, e avrebbe svolto «in maniera sistematica e pianificata un'intensa, riservata ed indebita attività di interferenza sull'esercizio delle funzioni di organi costituzionali, di amministrazioni pubbliche, allo scopo di ottenere vantaggi economici o di altro tipo». L'organizzazione, definita "massonica" dalla Procura di Roma, avrebbe agito, sempre secondo i carabinieri, in particolare allo scopo di influenzare la decisione della Consulta in merito al pronunciamento sulla legittimità costituzionale del "lodo Alfano".
Tale operazione sarebbe stata pianificata e discussa in una cena tenuta presso l'abitazione del coordinatore del Pdl Denis Verdini e alla quale avrebbero preso parte Dell'Utri, Flavio Carboni, Arcangelo Martino e Raffaele Lombardi ed alti funzionari dello Stato., per aver sostenuto la riammissione della lista civica regionale "Per la Lombardia" (che appoggiava il candidato di centrodestra per le elezioni regionali del 2010 e presidente in carica della regione Lombardia Roberto Formigoni) e, infine, per aver favorito la nomina a presidente della Corte d'appello di Milano del pm Alfonso Marra (poi, effettivamente, nominato a questa carica).
Il 27 luglio 2010 Dell'Utri, chiamato a Roma come indagato sulla P3, si avvale della facoltà di non rispondere; motiva tale scelta ricordando che, dopo essere stato interrogato per 17 ore a seguito delle indagini per mafia che lo imputavano a Palermo, egli fu rinviato a giudizio. Il 7 agosto 2011 la procura di Roma chiude le indagini sull'inchiesta P3. Il 3 gennaio 2012 la procura di Roma chiede il rinvio a giudizio per 20 persone. Tra i destinatari della richiesta del Procuratore aggiunto Giancarlo Capaldo e del sostituto Rodolfo Sabelli, il coordinatore del Pdl Denis Verdini e il senatore Marcello dell'Utri.
Il 5 novembre 2014 vengono rinviati a giudizio Verdini e Cosentino ma la posizione di Dell'Utri viene ancora stralciata.
Il 28 maggio 2015 Dell'Utri viene rinviato a giudizio con l'accusa di aver violato la Legge Anselmi sulle società segrete. Il 14 maggio 2019 i giudici del tribunale di Roma hanno disposto di non doversi procedere per prescrizione.

### Indagine su impianto solare: archiviato (2012-2014)
Dell'Utri è indagato dalla procura di Firenze per corruzione. I pm fiorentini ipotizzano che per ottenere il via libera delle autorità (per la costruzione di un impianto solare) sia stato chiesto l'intervento di Dell'Utri con il versamento di una tangente. L'indagine è condotta dai ROS. Il PM di Firenze ha chiesto e il GIP ha concesso l'archiviazione perché il fatto non sussiste. Allo stesso modo è stata archiviata la posizione di Marino Massimo De Caro che, secondo la prima ipotesi accusatoria, avrebbe corrisposto la tangente a Dell'Utri per conto dell'oligarca russo Victor Vekselberg.

### Abusivismo: condanna definitiva a 8 mesi (2013-2015)
Per aver fatto costruire una casa sull'albero di tre piani nella sua villa a Torno sul lago di Como poi venduta a Berlusconi, viene rinviato a giudizio con l'accusa di abusivismo e deturpazione della bellezza del posto. La vicenda risale al 2009 quando, in seguito a una segnalazione anonima, il Comune fa dei controlli, scopre la casetta e ne ordina la demolizione. Per l'accusa sono illegittimi i permessi concessi dalla Sovrintendenza e dal Comune di Torno. Nel marzo 2013 viene condannato a 9 mesi (pena sospesa) e a pagare una multa pari a 10.500 euro. Il 28 gennaio 2014 in appello ottiene uno sconto di un mese.
Il 21 maggio 2015 la Corte di Cassazione respinge il ricorso di Dell'Utri e conferma la condanna a 8 mesi di reclusione per abuso edilizio.

### Peculato (2013-2021): assolto
Il 29 gennaio 2013 Dell'Utri risulta indagato per peculato dalla Procura di Napoli per peculato in relazione alla sottrazione di circa 1.500 libri dalla biblioteca dei Girolamini. Secondo le accuse Dell'Utri avrebbe sottratto alla biblioteca inestimabili opere letterarie grazie alla collaborazione del direttore Massimo Marino de Caro.
Il 1º marzo 2016 il Senato della Repubblica concede (con 164 sì, 79 no e 5 astenuti) l'utilizzo delle intercettazioni che vedono coinvolto Dell'Utri nella vicenda.
Il 26 settembre 2016 la Procura chiede il rinvio a giudizio per Dell'Utri per l'accusa di peculato e il 16 novembre seguente la richiesta viene accolta.
Il 19 gennaio 2021 Dell’Utri viene assolto perché "il fatto non sussiste"; la procura chiedeva 7 anni di reclusione.

### Accusa di ricettazione ed esportazione illecita all'estero di opere d'arte: archiviato (2015-2018)
Il 30 marzo 2015 i carabinieri del nucleo di tutela del patrimonio culturale di Monza sequestrano 20.000 libri antichi nella biblioteca di via Senato e nel deposito Opencare di via Piranesi di cui 3.000 farebbero parte della collezione privata di Dell'Utri, che viene indagato dalla Procura di Milano per ricettazione ed esportazione illecita all'estero di opere d'arte.
Il 3 ottobre 2018 il Giudice delle Indagini Preliminari Laura Marchiondelli archivia le accuse a carico di Dell'Utri, così come richiesto dal pubblico ministero Luigi Luzi.

### Frode fiscale e bancarotta: prosciolto (2015-2019)
Il 17 ottobre 2015 Dell'Utri risulta indagato dalla Procura di Milano per frode fiscale. La vicenda riguarda una presunta frode nella compravendita di spazi pubblicitari da parte di Publitalia '80 (di cui Dell'Utri è stato presidente) e Sipra attraverso una società estera, con un meccanismo che avrebbe sottratto al fisco almeno 62 milioni di euro fra il 2003 e il 2012.
Il 15 febbraio 2016 la Procura chiede il rinvio a giudizio di Dell'Utri per l'accusa di frode fiscale e bancarotta fraudolenta.
Il 6 giugno 2016 Dell'Utri chiede di essere processato tramite rito abbreviato, richiesta accolta dal GUP il 28 giugno 2016.
Il 5 ottobre 2016 la Procura chiede la condanna di Dell'Utri a 5 anni di reclusione.
Il 28 novembre 2016 il GUP del Tribunale di Milano condanna Dell'Utri a 4 anni di reclusione per frode fiscale. Dell'Utri viene invece assolto dall'accusa di bancarotta fraudolenta, mentre vengono dichiarati prescritti i reati commessi prima del 2008.
Nell'ottobre del 2018 la Corte d'Appello cancella la condanna per difetto di estradizione poiché la Procura della Repubblica aveva sbagliato nel 2014 a non chiedere al Libano l'estensione dell'estradizione anche per questi reati. La decisione diventa definitiva nel febbraio del 2019 dato che la Procura Generale lascia scadere i termini senza impugnare il proscioglimento per "non luogo a procedere".

### Trasferimento fraudolento di valori e mancata comunicazione delle variazioni del reddito (2024)-
Nell’ottobre del 2024 la Procura di Firenze chiede il rinvio a giudizio per Dell’Utri e la moglie con le accuse di trasferimento fraudolento di valori e mancata comunicazione delle variazioni del reddito in relazione agli oltre 42 milioni di euro ricevuti come “debito di riconoscenza” da Silvio Berlusconi nel corso degli anni a seguito della condanna del 2014 per concorso esterno nel delitto di associazione di tipo mafioso.

## Controversie

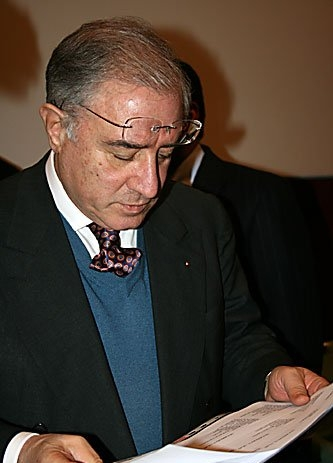
Marcello Dell'Utri

### Su Vittorio Mangano
A pochi giorni dalle elezioni politiche del 2008, in un'intervista rilasciata a Klaus Davi, afferma che Vittorio Mangano è stato «un eroe, a modo suo» perché, a suo dire, mentre era in carcere per molteplici reati (dal 1995 al 2000 - anno di morte) avrebbe rifiutato di fare dichiarazioni contro di lui e Berlusconi in cambio della scarcerazione finanche negli ultimi mesi di vita, quando era malato terminale di cancro. Dell'Utri ha confermato le sue parole in occasione della conferenza stampa tenuta a séguito della sua condanna per concorso esterno in associazione mafiosa il 29 giugno 2010 aggiungendo: «Mangano resta il mio eroe: non so se io, trovandomi al suo posto in carcere, riuscirei a resistere senza fare nomi».
Tenendo presente quanto dichiarato da Ezio Cartotto, collaboratore di Dell'Utri, che affermò davanti ai giudici di Caltanissetta e di Palermo riferendosi al senatore siciliano: «Ogni tanto sbottava contro Berlusconi, e una volta mi disse "Silvio non capisce che mi deve ringraziare, perché se dovessi aprire bocca io…" », queste parole sono state interpretate da taluni giornalisti critici, tra cui Marco Travaglio, come una sorta di minaccia nei confronti di Berlusconi per sollecitarlo a trovare soluzioni di tipo legislativo prima della sentenza di Cassazione.

### Su Mussolini e il fascismo
Nel corso degli anni non ha mai nascosto le sue simpatie per il regime del ventennio fascista e all'inizio del maggio 2009, in un'intervista al giornalista Klaus Davi, ha dichiarato:
 Ha dichiarato inoltre l'intenzione di avviare la revisione dei libri di storia, «ancora oggi condizionati dalla retorica della Resistenza».

### I presunti diari segreti di Mussolini
L'11 febbraio 2007 Dell'Utri annuncia di aver ricevuto dai figli di un partigiano deceduto (di cui si rifiuta di rivelare il nome) cinque presunti diari manoscritti da Benito Mussolini, contenenti appunti dal 1935 al 1939. Alcuni storici come Francesco Perfetti inizialmente si dimostrano possibilisti, altri come Giovanni Sabbatucci, Valerio Castronovo, Emilio Gentile, Luciano Canfora e Denis Mack Smith si esprimono al riguardo con grande scetticismo. Pochi giorni più tardi L'Espresso annuncia che uno studio smentisce incontrovertibilmente l'autenticità dei diari, che del resto vennero già smascherati come falsi dal Times di Londra nel 1980 e da Sotheby's negli anni novanta.
Infatti, dopo diversi mesi di attenti studi condotti da uno dei più autorevoli storici del fascismo, Emilio Gentile, e il presidente dei grafologi italiani, Roberto Travaglini, sono state constatate delle macroscopiche discrepanze storiche e una grafia non riconducibile a Mussolini. Nel 2011 lo storico ed esperto di carte d'archivio Mimmo Franzinelli ha pubblicato con Bollati Boringhieri il libro Autopsia di un falso: i diari di Mussolini e la manipolazione della storia, che mette ulteriormente in evidenza le numerose incongruenze, gli anacronismi e gli errori che ne caratterizzano il contenuto e ne dimostra la completa inverosimiglianza.

## Filmografia
- Belluscone - Una storia siciliana, regia di Franco Maresco - nei panni di se stesso (2014)
- 1992, regia di Giuseppe Gagliardi - Serie TV con Fabrizio Contri nei panni di Marcello Dell'Utri (2015)